# Lista de membros da Royal Society eleitos em 1947
Esta é uma lista de Membros da Royal Society eleitos em 1947.

## Fellows (FRS)
- William Joscelyn Arkell[2]
- Clement Attlee[3]
- George Macdonald Bennett[4]
- William Sawney Bisat
- Dame Mary Cartwright
- Edward Joseph Conway[5]
- Thomas George Cowling
- James Craigie[6]
- Morley Benjamin Crane[7]
- William Jolly Duncan[8]
- Meredith Gwynne Evans
- Wilhelm Siegmund Feldberg
- Tom Goodey[9]
- Dorothy Crowfoot Hodgkin[10]
- John Hutchinson
- Derek Jackson
- Sir Geoffrey Jefferson
- Sir Hans Krebs[11]
- Frederick George Mann[12]
- Philip Burton Moon
- Egon Orowan
- Friedrich Paneth
- Muriel Robertson
- Frederick John Marrian Stratton
- Conrad Hal Waddington[13]
- Sir Frank Whittle

## Foreign Members (ForMemRS)
- Élie Cartan
- Paul Karrer
- Harold Clayton Urey
- Øjvind Winge

## Royal Fellow (later Patron)
- Elizabeth II